# Édouard Ernest Prillieux
Édouard Ernest Prillieux (París, 11 de enero de 1829 - Mondoubleau, 7 de octubre de 1915) fue un naturalista, y micólogo francés. Fue senador de Loir y Cher, de 1897 à 1906.

## Algunas publicaciones
- 1888. Rapport sur le traitement expérimental du blak-rot, fait à Aiguillon en 1888. Ed. Impr. nationale. 8 pp.
- 1881. Le "Peronospora viticola (Mildew" des Américains) dans le Vendômois et la Touraine. Ed. E. Donnaud. 4 pp.
- 1873. Notice sur une altération qui s'est produite dans la végétation des pommes de terre en 1872. Ed. E. Donnaud. 8 pp.
- 1866. De la Structure des poils des oléacées et des jasminées. Ed. L. Martine. 4 pp.
- 1856. Étude de la germination d'une orchidée ("Angraecum maculatum"). 3 pp.

### Libros
- georges Delacroix, andré Maublanc, édouard ernest Prillieux. 1915. Maladies des plantes cultivées dans les pays chauds. Ed. Augustin Challamel. 592 pp.
- édouard ernest Prillieux. 1897. Maladies des plantes agricoles: et des arbres fruitiers et forestiers causées par parasites végétaux. Volumen 2. Bibliothèque de l'enseignement agricole. Ed. Frimin-Didot. 592 pp.
- -------------------, e. Schribaux. 1889. L'enseignement de l'agriculture dans les écoles normales d'instituteurs et dans les écoles primaires. Nº 34 de Mémoires et documents scolaires. 42 pp.

## Reconocimientos
- Miembro de la Société Botanique de France, y su presidente en 1879
- Legión de Honor, Comendador al Mérito Agrícola, y Director de Instrucción Pública

## Eponimia
Especies
- (Saxifragaceae) Rodgersia prillieuxii H.Lév.[1]